# フライス (工具)
フライス（英語: Milling cutter）は、円板もしくは円筒体の外周面あるいは端面に多数の切れ刃を設け、これを回転させながら工作物を切削する切削工具の総称。
フライス盤やマシニングセンタで使われる。主に高速度鋼（ハイス）や超硬合金で作られ、切刃部分にcBNや焼結ダイヤモンドを使用したものもある。
日本語の「フライス」は、ドイツ語の「Fräse」や、フランス語やオランダ語の「Fraise」(襞襟の意味)に由来する。

## おもなフライス
- エンドミル（Endmill, End milling cutter）
外周および端面に切刃を持ったフライスで、非直線など複雑に描かれた溝や、盆や皿の内側の様な形状の加工も可能である。

- 正面フライス（Facemill, Face milling cutter）
「フェイスミル」とも呼ばれ、工具の回転中心軸に垂直な面の切削に用いられる。

- 平フライス
外周に切刃を持ったフライスであり、平面を切削するために使われる。

- 側フライス（Side milling cutter）
円盤の様な形のフライスで、外周と両側面に切刃を持つ。ねじのすりわり加工に用いられる。

- 溝フライス（Slotting cutter）
溝の加工に用いられるフライスで、外周にのみ切刃を持つ。

- 角フライス
側フライスと同じように横側から切削するが、90度以下の角ができるような切削跡になる。

- ダブテールカッター（dovetail cutter）
刃先から刃元まで角度がついているフライスで、主にアリ溝加工の為に使われる。

- 歯切用フライス
歯車の歯を作成するためのフライス。

- 総形フライス
特殊な形状の切刃を予め成形したフライスであり、通常のフライスでは困難な形状の加工などに用いられる。

- 外丸フライス
円柱形ではなく、円柱の角の部分が丸くなったフライス。

- スレッドミル（Threadmill）
マシニングセンタでのねじ切り用。「ヘリカル補間ねじ切り」とも呼ばれ、総形フライスの一種と考えることができる。部品が高額で加工に時間がかかるが大きなねじ穴も加工でき、硬い素材にも使える。側面にネジの溝が成形されており、回転する工具を螺旋状に動かしてネジを切る。管用めねじ加工の動画。